# Adolf Lenk
Gustav Adolf Lenk (* 15. Oktober 1903 in München; † 1987) war ein deutscher rechtsextremer politischer Aktivist. Lenk war der Gründer des Jugendbundes der NSDAP, des Vorgängers der Hitlerjugend.

## Leben und Wirken
Lenk war der zweite von vier Söhnen des Polierers Paul Lenk und seine Ehefrau Anna, geb. Rippstein. Außer ihm gehörten noch der ältere Bruder Paul und die jüngeren Brüder Karl und Walter zu der Familie. Lenk selbst bezeichnete sein Elternhaus 1923 in einer polizeilichen Vernehmung als „schon immer vaterländisch gesinnt“.
Als Kind besuchte Lenk acht Jahre lang die Volksschule an der Liebherrstraße in München. Anschließend absolvierte er zweieinhalb Jahre lang eine Schreinerlehre, zunächst bei dem Schreinermeister Deragisch, dann bei dem Schreinermeister Dettmar. 1920 begann er in der Klavierpoliererei seines Vaters in der Jahsntraße 20 in München zu arbeiten. Hier arbeitete er bis April 1923.
Nachdem Lenk 1920 in München mehrere Reden Adolf Hitlers gehört hatte, stellte er ein Gesuch um Beitritt zur NSDAP, das jedoch abgelehnt wurde, da er jünger als achtzehn Jahre alt war. Da zu dieser Zeit noch keine Jugendorganisation der Partei existierte, schlug Lenk vor, eine solche zu gründen. Die damalige Parteiführung unter Anton Drexler folgte diesem Vorschlag, jedoch kam Lenk mit seinem Projekt nicht voran.
Im Januar 1921 trat Lenk der NSDAP und im Juni 1921 auch der Sturmabteilung (SA), dem Straßenkampfverband der Partei, bei.
Als Hitler, mittlerweile Parteivorsitzender, in einer Rede im Dezember 1921 beiläufig eine eventuelle Jugendorganisation erwähnte, kam Lenk, nunmehr Parteimitglied, auf seine Idee zurück. Im März 1922 wurde auf Hitlers Initiative ein Gründungsaufruf im Parteiblatt Völkischer Beobachter veröffentlicht. Zur Gründungsversammlung des Jugendbundes am 13. Mai 1922 im Bürgerbräukeller in München trat Lenk als Jugendführer zusammen mit Adolf Hitler als Redner auf. Organisatorisch wurde der Jugendbund dem Führer der SA, Hans Ulrich Klintzsch, unterstellt. Anfangs auf München beschränkt, wurden noch 1922 weitere Ortsgruppen in Bayern und Mitteldeutschland gegründet und eine eigene Zeitung herausgegeben.
Mitte Juni 1923 trat Lenk als Angestellter im Verlag des Völkischen Beobachters ein, bei dem er bis zum 1. Dezember 1923 beschäftigt blieb.
Nach dem erfolglosen Hitler-Ludendorff-Putsch im November 1923, an dem Lenk beteiligt war, wurde der Jugendbund verboten, aber von Lenk unter verschiedenen Namen weitergeführt.
Am 6. Mai 1925 trat Lenk als Jugendführer zurück, nachdem Hitler zunehmend auf die Großdeutsche Jugendbewegung unter Kurt Gruber setzte. Offiziell übertrug Hitler mit einer Anordnung vom 6. Mai 1925 die Jugendarbeit der Partei an Edmund Heines von der „Schilljugend“. Nach der Gründung der Hitlerjugend im Jahr 1926 verfügte die Partei schließlich wieder über eine Jugendorganisation, die Lenks Organisation später nicht mehr als Vorläufer anerkannte.
Zum 1. März 1932 trat Lenk erneut der Partei bei (Mitgliedsnummer 1.011.998) und wurde in der SA aktiv. 1941 wurde Lenk, der mittlerweile in der SA-Reichsleitung in Berlin arbeitete, aus der Partei ausgestoßen, da er unberechtigterweise den „Blutorden“ getragen hatte. Ein erneuter Aufnahmeantrag blieb erfolglos.